# Phil Ochs
Philip David Ochs (El Paso (Texas), 19 december 1940 - Far Rockaway, Queens (New York), 9 april 1976) was een invloedrijke Amerikaanse protestzanger, die vooral in de jaren 60 bekend was.

## Biografie
Ochs groeide op in El Paso, Texas. Zijn familie behoorde tot de sociale middenklasse en was anarchistisch aangelegd. Phil ging journalistiek studeren aan de Ohio State University. Een jaar voordat hij deze studie had afgerond, stopte hij ermee en verhuisde hij naar New York om een carrière als folkzanger op te bouwen. Al snel behoorde hij tot de kern van de Greenwich Village-folkscene.
Ochs voelde zich aangetrokken tot mensenrechten, oorlogen, politiek en andere sociale onderwerpen. Phils woede over sociale misstanden, waarover hij naar eigen zeggen in Newsweek las, werd dan ook erg belangrijk in zijn teksten. Onder andere in de nummers I ain't marching anymore, That was the president en Love me, I'm a liberal liet hij zijn eigen politieke voorkeur horen. Deze nummers maakten hem populair. Onder andere zijn vriend Bob Dylan was erg onder de indruk van Ochs' muziek. In een interview zei hij: "I just can't keep up with Phil. And he's getting better and better and better."
De misstanden in de Vietnamoorlog raakten ook Phil Ochs. Evenals veel hippies uit de jaren zestig was Phil van mening dat de oorlog om de verkeerde redenen werd gevoerd en bovendien ten koste ging van Vietnamese en Amerikaanse burgers. Dat liet hij dan ook duidelijk blijken. Samen met de Chileense folkzanger Víctor Jara reisde hij stad en land af om protesten tegen Richard Nixon te organiseren. Ook nam hij veel nummers op over de Vietnamoorlog, waaronder Here's to the state of Richard Nixon (een bewerking van zijn eigen nummer Here's to the State of Mississippi) en Talking Vietnam.
Na een drietal akoestische folkalbums gooide Ochs midden jaren zestig het roer radicaal om. Geïnspireerd door de experimenten van andere singer-songwriters, verruilde hij het traditionele folkidioom van zijn vroege albums voor een eclectische mix van folk, klassiek en rock-'n-roll, die wel getypeerd is als barokfolk. Het eerste album waarop zijn nieuwe stijl duidelijk naar voren komt is Pleasures of the Harbor (1967) waarop zijn in toenemende mate persoonlijke en poëtische teksten omlijst worden door klassiek pianospel en filmische arrangementen. In de jaren hierna volgen albums als Tape from California (1968) en Rehearsals for Retirement (1969), waarop Ochs ondanks het uitblijven van commercieel succes vasthoudt aan zijn nieuwe stijl. Het laatstgenoemde album markeert een keerpunt in Ochs´ muzikale carrière, en de albumcover, met daarop een grafsteen met de woorden 'PHIL OCHS (AMERICAN)- BORN: EL PASO, TEXAS 1940 - DIED: CHICAGO, ILLINOIS 1968', illustreert de desillusie en depressie die hij ervoer na de desastreuze gebeurtenissen van dat jaar: de moorden op Martin Luther King en Robert F. Kennedy, de rellen in Chicago, en de verkiezing van Richard Nixon.
Vanaf de jaren 70 ging het slecht met Ochs. Hij was verslaafd geraakt aan drank, leed aan een schrijversblok, was depressief, omdat hij teleurgesteld was over zijn matige commerciële succes en werd tot overmaat van ramp tijdens een tour aangevallen door Afrikaanse overvallers, waardoor zijn stem beschadigd raakte. (Hij geloofde dat de Amerikaanse geheime dienst erachter zat.) In 1975 nam Ochs de identiteit aan van de fictieve John Butler Train die volgens hem Ochs had vermoord en zijn plaats had ingenomen. Na enige maanden verdween dit waanbeeld. Ochs' broer, de fotograaf Michael Ochs, trachtte hem in een psychiatrische inrichting onder te brengen maar Phil Ochs werkte hier niet aan mee en werd later wegens geldgebrek dakloos. Uiteindelijk nam zijn zus Sonny hem in 1976 in huis alwaar hij zijn tijd doorbracht met kaarten en het spelen van backgammon met zijn neefjes. In 1976 verhing hij zich in het huis van zijn zus. Jaren later bleek dat de FBI een 410 pagina's dik dossier over hem had.
Phil Ochs liet een vrouw, van wie hij al jaren gescheiden leefde, en een dochter achter.

## Erfenis
Hoewel zijn naam bij het publiek in de vergetelheid is geraakt, wordt Phil Ochs door veel hedendaagse muzikanten nog altijd bewonderd. Dat blijkt uit het grote aantal covers van zijn nummers. Jim and Jean, Joan Baez, Billy Bragg, Melanie, Teenage Fanclub, Ani DiFranco, Gerd Schinkel, Dick Gaughan, Tim Hardin, Sammy Walker, Eugene Chadbourne, John Wesley Harding, Eddie Vedder, Marianne Faithfull, Diamanda Galas, Curt Boettcher, Chad and Jeremy, Gene Clark, Françoise Hardy, Barby Holder, Gordon Lightfoot, Dan Zahn, Sonia, Gene Parsons, Peter and Gordon, David Rovics, Jello Biafra, Mojo Nixon, Eric Andersen, Freddie Feldman, Glenn Yarbrough, en They Might Be Giants zijn enkele van de artiesten die eigen versies van Phils nummers hebben afgeleverd. Bovendien wordt er in nummers als All my heroes are dead van Dar Williams, Gezundheit van Will Oldham, The day van They Might Be Giants, Don't stop to rest (song for Phil Ochs) van Schooner Fare en I dreamed I saw Phil Ochs last night van Billy Bragg naar Ochs gerefereerd. Neil Young speelde op Farm Aid (2013) het nummer "Changes". Hij bracht later deze cover ook uit op zijn plaat "A letter home". In Oktober 2019 bracht Martyn Joseph het album "Days of Decision: A Tribute To Phil Ochs" uit met liedjes van Phil Ochs.

## Discografie

### Studio- en livealbums
- All the news that's fit to sing (Elektra, 1964)
- I ain't marching anymore (Elektra, 1965)
- Phil Ochs in concert (Elektra, 1966)
- Pleasures of the harbor (A&M, 1967)
- Tape from California (A&M, 1968)
- Rehearsals for retirement (A&M, 1969)
- Greatest hits (A&M, 1970)
- Gunfight at Carnegie Hall (A&M Canada, 1975)

### Compilaties en andere albums
- Chords of fame (A&M, 1976)
- Songs for Broadside (Folkways, 1976)
- Interview with Phil Ochs (Folkways, circa 1976)
- The Broadside tapes 1 (Folkways, circa 1980)
- A toast to those who are gone (Rhino, 1986)
- The war is over: the best of Phil Ochs (A&M, 1988)
- There but for fortune (Elektra, 1989)
- There and now: live in Vancouver, 1968 (Rhino, 1990)
- Phil Ochs at Newport (Vanguard, 1996)
- Farewells and fantasies (Elektra and Rhino, 1997)
- American troubadour (A&M Britain, 1997)
- The early years (Vanguard, 2000)
- 20th century masters (Universal, 2002)
- Cross my heart: an introduction to Phil Ochs (Polydor, 2004)